# 2019년 튀링겐 주의회 선거
2019년 튀링겐 주의회 선거는 전체 90석의 튀링겐 주의회 의원들을 선출하기 위해 2019년 10월 27일에 실시되었다. 총 1,121,814명의 유권자가 선거에 참여해 투표율 64.9%를 기록하였다. 기존의 좌파당 소속의 보도 라멜로프 주총리를 주도의 좌파당, 사민당, 녹색당의 적적녹연정은 선거결과 과반을 상실하였다.

## 같이 보기
- 2020년 튀링겐 정치 위기